# Грязна (притока Жиздри)
Грязна(рос. Грязна) — річка в Росії, у Козельському районі Калузької області. Права притока Жиздри (басейн Оки).

## Опис
Довжина річки 29 км, найкоротша відстань між витоком і гирлом — 13,59 км, коефіцієнт звивистості річки — 2,14. Площа басейну водозбору 177 км².

## Розташування
Бере початок на південно-західній околиці села Кленівка. Спочатку тече переважно на південний захід через Кіреєвське-Друге і там повертає на північний захід. Далі тече через населені пункти Березицький Склозавод та Березицьку Школу-Інтернат і впадає у річку Жиздру, ліву притоку Окі.
Притоки: Дракунка (ліва), Слаговищенка (права).

## Цікаві факти
- На правому березі річки розташований залізничний роз'їзд Слаговищі на лінії Козельськ — Бельов — Горбачово (Московська залізниця).